# Şahinyuva, Görele
Şahinyuva là một xã thuộc huyện Görele, tỉnh Giresun, Thổ Nhĩ Kỳ. Dân số thời điểm năm 2011 là 155 người.